# موسی کیابو
موسی کیابو (انگلیسی: Moussa Kyabou؛ زادهٔ ۱۸ آوریل ۱۹۹۸) بازیکن فوتبال اهل مالی است.
وی همچنین در تیم ملی فوتبال مالی بازی کرده است.